# 渋谷ひめ
渋谷 ひめ（しぶや ひめ）は日本の女性声優。主にアダルトゲームに声をあてている。

## 出演作品

### OVA
- 教育指導（高宮 千夏）[1]

### ゲーム
※太字は主役もしくはヒロイン。

#### 2004年
（出典：）
- 学園投肛写真〜変態性癖の目覚め…〜（町田 恵子）
- 巣作りドラゴン（フェイ・ルランジェル・ヘルトン）
- ナース肉体改造カルテ（木村 多恵子）
- へんしん☆ア・ラ・メイド（結城 紅葉）

#### 2005年
（出典：）
- 淫獄の麗姫
- 英雄×魔王（モモ）
- 女教師 君島美沙（真下 夕菜）
- ダンシング・クレイジーズ（顔）
- 奴隷生徒会（桐生 ミキ）
- 部活規格（遠野音 和巳）
- Milkyway3（サラ・マクスウェル）
- 屋根づたいの君へ（長沢 友紀）
- LOVE☆でゅーす! 〜姉×お嬢様の誘惑テニス合宿〜（野田 丸子）

#### 2006年
（出典：）
- あまからツインズ 〜双姉といっしょ〜（中条 ちえり）
- お嬢様、恥辱の果てに淫狂う。（藤倉 唯奈）
- 仮面の拷問士（マリー・バルリング）
- クラスメイトは痴女ばかり!（葦重 沙弥）
- グリンスヴァールの森の中 〜成長する学園〜（流香）
- 少女スレイブ 〜お嬢様は家庭教師の精液人形〜（田崎 由衣）
- すえぜん! 〜種を望む彼女〜（小山内 早苗）
- ディープ・ボディ 〜変態淫具奴隷調教遊戯〜（メリア）
- Piaキャロットへようこそ!!G.O. 〜グランド・オープン〜（姫川 かずみ）
  - ぴあきゃろG.O. TOYBOX 〜サマーフェア〜（姫川 かずみ）
- 麻雀 英雄×魔王（ミリア）
- マスカレード 〜地獄学園SO/DO/MU〜（点野一味〈子供時代〉）
- 峰深き瀬にたゆたう唄（リムジュ）
- MOON STRIK（マリアン・フォスター、有枝 加奈）
- レイプ!レイプ!レイプ!（望月 小夜香、天使みるく、朝倉 あゆみ）

#### 2007年
（出典：）
- いさましいちびの許婚（前小路 葵）
- 空蝉に触れるもの（エミリー、和美）
- 王賊（ネイ）
- 幼なじみはベッドヤクザ!（湊川 治子）
- おしえて巫女先生弐（白鳥 皐月）
- おしえて巫女先生弐 外伝 〜ハーレム編〜（白鳥 皐月）
- オレと彼女は主従なカンケイ（藍沢 美瓶子）
- 籠の中の戦乙女（アイラ）
- 肛奉巫女 〜純潔ノ肛育姉妹〜（クウ）
- 新妻×新妻×新妻!? 〜私が妻ですっ!〜（椎名 鈴音）
- 絶対プリンセスのワンマンバトラー（宮乃大王院 煌々）
- 特警戦隊サイレンジャー（真白 亜依/サイレン・ホワイト）
- 冬音-Tone-（内海 聖）
- 乳ちちちちち〜ッ! 〜ミルクまみれカフェ〜（倉本 雪奈）
- 使い魔様は魔界プリンセス（リーゼロッテ・ランズベルグ）
- 夏めろ（坂本 浩太）
- 不法挿入 〜生簀の住人〜（花邑 澄香）
- Maid 〜お仕置き日記〜（榊恵 美理）※同人ゲーム
- MOON STRIKE Lost chronicle（マリアン・フォスター、有枝 加奈）

#### 2008年
（出典：）
- 暁の護衛（カナタ）
  - 暁の護衛〜プリンシパルたちの休日〜（カナタ）
- 朝凪のアクアノーツ（磯乃 珠美）
- ImmoraEmpire（プレアーナ・エレハイム、セシル・アークレイ）
- ウィザーズクライマー（銀狐 など）
- VenusBlood -CHIMERA-（アーニャ、リール・ユリアンセ[6]）
- エッチなメイドさんは好きですか?（嘉納 亜里沙）
- カラフル!! 〜colorful!!〜（星谷 まりね）
- 虐襲3（フィーラ・フェリシア）
- 私立温泉学園〜スク水でお風呂に入っちゃダメですか?〜（松山 みどり）
- 操心術3（霧生 美桜乃 など）
- 廃部計画 第二章（上野 まりこ）
- Pia☆キャロットへようこそ!!G.O.SE（姫川 かずみ）
- ひみ☆ツイ（桜野 林檎）
- 凌辱審判 魔法少女すみれ＆デイジー 〜囚われた聖少女〜（デイジー・スピットファイア）
- 恋の恋 〜れんのこい〜（児玉 ひかる）

#### 2009年
- あの蒼い海より（結城 陸）[7]
- 令嬢の監獄（鷹栖琴乃）[8]
- さくらテイル（東雲 柚子紀）
- 忍流（夏芽）
- 灰色の空に堕ちた翼（イノ）
- VenusBlood -DESIRE-（ユティル）
- いつのまにか彼女は……（真樹宮 歩）[9]
- 人妻 湯けむりパラダイス（麻梨奈）[10]
- 恋愛授業〜教え子の誘惑〜（永沢菜緒）

#### 2010年
- 絶対★妹原理主義!!（建部 奏）
- 撫子乱舞（森江 美鈴）
- BUNNYBLACK（アヤカ、ドーラミーア）
- 魔法少女ウリム（ウリム・シンクレア）
- まません（田淵 天音）
- Re:Seven 〜僕が君に出来るコト〜（山本 ユイル）
- JKと淫行教師2 〜痴漢電車編〜（奈雲 優莉亜）[11]
- まじょ☆プリ（真宮那月）
- VenusBlood -EMPIRE-（ネア）

#### 2011年
- アルテミスブルー（マリア・デル・オルモ）
- 獄淫の尖塔（高輪 あやめ）[12]
- 処女と魔王とタクティクス（ディーネ・フィーネ）
- ぜったい遵守☆強制子作り許可証!!（竜宮寺 紗雪）
- 12+（ガウェイン）
- JKと淫行教師SP〜渡る世間はエロ教師ばかり〜（奈雲 優莉亜）[13]
- VenusBlood -ABYSS-（シャナン・フランネル＝ロードリア）[14]
- プリーズ・レ◯プ・ミー!（藤野 美空）[15]
- 恋祭☆綺想カメリアノート〜夢に忍ばず、斬り咲け乙女!〜（千賀成美）
- 純聖天使プリミティ☆シエル 〜セカイと共に堕ちる少女たち〜（神宮 魅奈/プリミティ・イリス）[16]

#### 2012年
- 放課後☆エロゲー部!（清河 忍）[17]
- BUNNYBLACK 2[18]
- 青空と雲と彼女の恋（逢坂 皐月）[19]
- 波間の国のファウスト（サラ＝リュングベリ[20]）
- LEWDNESS -Vita sexualis-（姫乃 百合亜）[21]
- ヨメ充!（神前先輩）[22]
- JC拉致監禁レイプ〜気になる〇学生は僕専用の生オナホール〜（朝倉 結衣）[23]
- すぽコン!〜Sportswear-Complex!（新庄 ゆかり）[24]
- 門を守るお仕事[25]
- ドラゴンズレイド（ドラティア[26]、オーク娘[27]、ワイバーン娘[28]）
- 沈黙の女学園 〜阿鼻叫喚の肉欲の宴は終わりを見せるのか〜（藤原 莉奈）[29]
- お前のオンナを寝取ってやる 〜昔ヤったオンナは今は白衣の天使。旦那の前で心も身体も弄んで寝取る〜（高木 栞）[30]

#### 2013年
- GEARS of DRAGOON〜迷宮のウロボロス〜（マリア・ケイプ）[31]
- BUNNYBLACK 3[32]
- ナマイキデレーション（伊吹 涛子）[33]
- ラブラブオトコの娘寮 ～俺を奪い合う男の娘と男の娘（なお・バーンズ）
- 流星☆キセキ -SHOOTING PROBE-（山之内 あかり）
- 催眠カウンセラー ～元上司のJK娘を堕とす報復の肉穴催眠～（樋口 直、猫女・部員Ｃ）
- プレイ! プレイ! プレイ! 惨（高城 陽）
- ぶるぶる（紺野 眞衣奈）
- こなかな2 Konatayori Kanatamade II（霧島 沙希）
- 女装で孕ませてっ外伝 ～過去は夕闇色の少女と共に～（人形 舞依）
- クラス全員マヂでゆり?! ～私達のレズおっぱいは貴女のモノ・女子全員潮吹き計画～（クラス全員マヂでゆり?! ～私達のレズおっぱいは貴女のモノ・女子全員潮吹き計画～）
- インモラル病棟（秋月 叶愛）
- ドラゴンズレイド3 ドラゴンメイドと姫の帰還（キッサ、スキュラ娘）
- VenusBlood -GAIA- （傾界九尾タマモ）
- メイド超狂イク ～服従母娘、孤島の館での淫虐調教～（柴垣 真砂美）
- エーファ、アンジェリカ（南国搾乳☆みるくアイランド娘。 ～発情篇～）

#### 2014年
- 悪女装（季咲）[34]
- 催眠クラス ～女子全員、知らないうちに妊娠してました～（鷲ノ宮 真琴）[35]
- 110 ～産婦人科 死刑囚 病院ジャック～（小鳥遊 未央）[36]
- デモニオンII ～魔王と三人の女王～（グリエッタ・オーリック）[37]
- 彼女はエッチで淫らなヘンタイ（神宮寺 怜華）[38]
- 学園カースト ～用務員 下衆山の逆転支配生活～（一条 桜子）[39]
- 悪の女幹部2「キサマなどに教育されてたまるかっ!」（バッケンハンター）[40]
- あねよめカルテット（花菱 小梅）[41]
- VenusBlood -HYPNO-（テトラ）[42]
- お嬢様はカタイのがお好き! ～神性なる女子寮日記～（至宝 愛佳）[43]

#### 2015年
- いたずら狂悪（杜若 棗）[44]
- ウルスラグナ ～征戦のデュエリスト～（矢風 鈴鳴）
- 教育指導 インモラルエディション（高宮 千夏）
- 爆乳セレブ妻・お触り車両 「イヤ、ダメ、触らないで! これ以上されたら……」（栗原 絵里）
- 恥辱の制服（緒川 香純）
- 催眠隷姫（ネフィル）
- Love and Peace（尼田 沙耶花、児玉 ひかる）
- あねよめコンチェルト（花菱 小梅）
- お兄ちゃん!! 射精の管理は妹に任せて!!（真中 まもり）
- 賢者の贈り妹（安里 仁葉）

#### 2016年
- GEARS of DRAGOON 2 ～黎明のフラグメンツ～（ケイ・シャルトリュー）
- 働くオトナの恋愛事情（江ノ島 美優）
- ダンジョン オブ レガリアス 背徳の都イシュガリア（ドーラ＝ベルメル）
- 冥刻學園 受胎編「お願いします……先生の精液で、私達を助けて欲しいんです!」（黒須 玲奈）
- アイドルパフパフマネージメント 芸能娘をHにバストUPプロデュース（一ノ瀬 愛梨）
- ヘチマに恋する女子校生（椎名 アリス）
- 姉姉W催眠 ～催眠装置で巨乳姉どもに強制中出し、鬼畜寝取りで孕ませてやる!～（月城 久美子）
- 元国民的アイドルの人妻をメチャハメ孕ませ ～若いオスの肉オナホペットになって年甲斐もない格好で寝取られ受精懇願～（原田 美沙）
- VenusBlood -RAGNAROK-（ウルル）
- 白衣の天使はお世話好き! ～ラブラブエッチな入院生活～（長沼 八千代）

#### 2017年
- 魔女と剣と千の月（天王寺 こなた）
- 魔女と剣と千の月 Crimson Apocalypse（ルシフェル）
- VenusBlood -BRAVE-（ヨーキ）
- ヤミと祝祭のサンクチュアリ（キサラ・マリーノ、長谷川灯理）
- 舐めプ!（詩多音 ゆとり）
- ヤミと祝祭のサンクチュアリ（キサラ・マリーノ）
- 姉姉W催眠2 ～巨乳女上司痴漢、巨乳人妻寝取り、鬼畜中出しで孕ませてやる!～（月城 久美子）

#### 2018年
- 人妻寝取り屋（那珂川 詩歌）
- 働くオトナの恋愛事情2（江ノ島 美優）
- 俺を欲しがる二人の母（如月 結衣）
- 人妻ネトリシェアリング ～やめて夫の前でこれ以上は…～（胡川 友梨）
- 夫に隠れてメス豚オナホにされて孕みイキする人妻たち（鹿島 真央）
- はらかつ!3 ～子作りビジネス廃業の危機!?～（櫛柳 千弦）
- ラブコーディネーション!（後輩女子B）
- 冥刻學園 胎動編「お願いします…先生の精液で、私達を孕ませて欲しいんです…♡」（黒須 玲奈）
- 母三人とアナあそび（如月 結衣）
- VenusBlood:Lagoon（ムムル）

#### 2019年
- ギルドマスター（アドリア）
- 姉姉W催眠DX ～催眠で6人の巨乳姉達を貪り孕ます欲望の宴!～（月城 久美子）
- 魔法戦士エメロードナイツ -絆を紡ぐ女神たち-（エリクシルローズ、鏡島樹）
- 保育しちゃお! ～エッチな年上保母さんとイチャイチャお遊戯～（鷹峰 葵）
- モンスターが支配する異世界で魔物使いになって孕ませハントで救世主になる ～人間如きが我らと生殖?身の程を知れ!～（ヤマタノオロチ）
- 仲良し姉妹ならキスも中出しもとーぜんだよねっ!（水無月 礼佳）
- カオスドミナス（レティシア・コンスタン）
- 神聖昂燐アルカナルージュ ～白濁と触手に穢されし魔法少女たち～（柏山 ミア）
- 傲慢巨乳魔王ルシファー、追放された底辺召喚士の絶対服従孕ませ使い魔に堕ちる（ルシファー）

#### 2020年
- 傲慢巨乳魔王ルシファー、追放された底辺召喚士の絶対服従孕ませ使い魔に堕ちる（ルシファー）
- あまママほりっく（渋川 葵）
- 魔法戦士INTERLUDE PHANTOM（エリクシルローズ）
- 爆乳だけど地味な眼鏡奥さんは好きですか? ～ファミレスパートの人妻が堕ちるまで～（一条 美織）

#### 2021年
- 神聖昂燐ダクリュオン ～正しい天使の育てかた～（モイラ）
- 孕ませ! 人妻寝取りハーレム性活（忍）
- 放課後⇒エデュケーション! ～先生とはじめる魅惑のレッスン～（アトリア・スミス）
- けもみみ娘たちが癒してくれる子作り温泉宿（ユウナ）
- エルフのお嫁さん 〜ハーレム婚推奨〜（イルミオン）
- 屈辱3（沢渡 美也子）
- 深淵のラビリントス（ラステ）

#### 2022年
- VenusBlood Savior（アルカーラ、プリシラ）
- 間宮摩美は癒やしてあげたい（国府津 友莉）
- 神聖昂燐ダクリュオン・ルナ ～堕聖母誕生～（奏馬 絢香）
- 友莉と真凜は癒やしてあげたい（国府津 友莉）
- ナイショの姦淫 ～真夏の汗だく交尾～（大槻 千尋）
- 魔法戦士 Christmas Ignition（エリクシルローズ）

#### 2023年
- 侵蝕（明石 沙梨奈）[45]
- VenusBlood GAIA International（傾界九尾タマモ、オーキシュライダー）[46]
- 非道狩り ～ヒトカリ～（久世 あいり[47]）

### ブラウザゲーム
- アナザーヒロイン（中条 志保[48]）

### デジタルコミック
- “ギミックス師走の翁 SEISO-1”モーションコミック （小倉 竜）